# Naissance en 2016
Naissance
- 2012
- 2013
- 2014
- 2015
- 2016
- 2017
- 2018
- 2019
- 2020

Les naissances en 2016 concernent les personnalités nées entre le 1er janvier et le 31 décembre 2016.

## Février
- 5 février : Jigme Namgyel Wangchuck, prince héritier du Bhoutan.

## Mars
- 2 mars : Oscar de Suède, fils de la princesse Victoria et de son époux le prince Daniel.

## Avril
- 19 avril : Alexander de Suède, fils du prince Carl Philip et de la princesse Sofia.